# Khánh Hà (ca sĩ)
Khánh Hà (sinh ngày 28 tháng 2 năm 1952) tên thật Lữ Thị Khánh Hà, là một nữ ca sĩ nổi tiếng người Việt Nam. Sau năm 1975, Khánh Hà định cư tại Hoa Kỳ. Bà chủ yếu hoạt động tại thị trường hải ngoại nhưng vẫn được khán giả trong nước vô cùng yêu mến. Bà cũng được xem là một trong những diva nhạc nhẹ của người Việt hải ngoại.

## Thân thế
Tên đầy đủ của bà là Lữ Thị Khánh Hà, sinh ngày 28 tháng 2 năm 1952 tại Đà Lạt. Bà theo học tại trường THPT Lâm Hà, Lâm Đồng. Bà tốt nghiệp vào năm 1969. Cha bà là nhạc sĩ Lữ Liên. Do ảnh hưởng của cha, ngoài cô, 6 anh chị em trong gia đình cô về sau đều theo nghiệp ca hát và đều trở thành những danh ca ở hải ngoại, gồm Bích Chiêu, Tuấn Ngọc, Anh Tú, Thúy Anh, Lan Anh và Lưu Bích.
Chỉ vài tháng sau khi sinh, bà cùng gia đình di cư vào Sài Gòn. Trong thời gian ở Sài Gòn, gia đình bà thay đổi chỗ ở nhiều lần. Lúc nhỏ, bà học ở trường Charles De Gaulle, một thời gian sau vào nội trú tại trường tiểu học ở Thủ Đức cùng với Lan Anh và Thúy Anh. Lên trung học, bà theo học trường Nguyễn Bá Tòng đến năm đệ Tam, và cùng một lúc theo học ở Trung tâm văn hóa Pháp (Centre culturel français) và Hội Việt Mỹ (Vietnam-USA Society). Điều ảnh hưởng rất nhiều đến thời kỳ đầu sự nghiệp âm nhạc của bà, chủ yếu trình diễn với các ca khúc nhạc ngoại.

## Đời tư
Năm 1990, bà gặp rồi từ đó trở thành người bạn nhạc, người bạn đời của ca sĩ Tô Chấn Phong. Họ sống hạnh phúc với một cuộc sống dễ chịu ở Mỹ. Lần đầu tiên Tô Chấn Phong gặp Khánh Hà, anh nói đó là một "tiếng sét ái tình". Chỉ chừng một năm sau, hai người chính thức sống chung và đã có với nhau một bé trai tên Tô Chấn Phong Jr. sinh 1996. Hiện tại hai người vẫn sống với nhau hạnh phúc dù Khánh Hà hơn Phong 14 tuổi.

## Sự nghiệp âm nhạc
Dấu ấn đầu tiên trong sự nghiệp âm nhạc của bà là vào năm 16 tuổi, lần đầu tiên bà biểu diễn trong một chương trình văn nghệ phụ diễn Xổ số Kiến thiết quốc gia tại rạp Thống Nhất với bài "Chiến sĩ của lòng em". Năm 1969, bà xuất hiện lần đầu tiên với loại nhạc trẻ trong chương trình "Hippies À GoGo" do Trường Kỳ tổ chức hàng tuần tại vũ trường Queen Bee trên đường Nguyễn Huệ, Sài Gòn. Cũng trong năm đó, bà chính thức đến với nhạc trẻ cùng Anh Tú, sau khi được tay trống Dũng khuyến khích và đã gia nhập ban nhạc The Flowers đi trình diễn tại các club Mỹ. Cuối năm đó, bà gia nhập ban nhạc The Blue Jets cùng với Anh Tú và Thúy Anh. Sau này bà cùng Anh Tú và Thúy Anh lập nhóm tam ca Thúy Hà Tú.
Năm 1972, bà cùng một số anh em thành lập ban nhạc Uptight.
Tháng 3 năm 1975, bà rời Việt Nam đến Hoa Kỳ với tư cách là một du khách. Sau sự kiện 30 tháng 4 năm 1975, bà chính thức định cư tại Hoa Kỳ.
Thời gian đầu ở hải ngoại, bà thường biểu diễn với thể loại nhạc Pháp, Anh,... Mãi đến năm 1980, bà trở lại với nhạc Việt với sự ra đời của băng nhạc "Gọi giấc mơ xưa", phát hành vào năm 1981 do chính bà thực hiện với sự giúp đỡ về kỹ thuật của Tùng Giang.
Vào những năm 1986-1987, bà tổ chức một chương trình ca nhạc riêng được biết đến với tên gọi "Trung tâm Khánh Hà", từng biểu diễn ở Sea Palace, cafe Tùng ở Monterey Park và sau đó là vũ trường "Chez Moi". Ngoài những video do chính Trung tâm Khánh Hà thực hiện, bà còn là một trong những ca sĩ đầu tiên cộng tác với Trung tâm Thúy Nga khi còn đang hoạt động ở Paris.
Năm 2007, Khánh Hà lần đầu tiên về Việt Nam biểu diễn, bà ra mắt khán giả yêu nhạc bằng một chuyến biểu diễn xuyên Việt mang chủ đề Nối vòng Việt Nam cùng với anh trai Tuấn Ngọc. Những năm sau đó, Khánh Hà cũng hay về nước làm khách mời tham gia một số đêm nhạc: liveshow Nhạc tình muôn thuở, đêm diễn "Mùa Thu Tình Yêu - Fall in Love", đêm nhạc Lâu đài tình ái, chương trình Vàng son một thuở, đêm nhạc Đêm tình nhân 2, đêm nhạc Lam Phương,...

## Trình diễn trên sân khấu

### Trung tâm Thúy Nga

#### Paris By Night
| STT | Tiết mục | Thể hiện với | Chương trình       | Năm  |
| --- | --- | --- | ------------------ | ---- |
| 1   | Bay Đi Cánh Chim Biển (Đức Huy) | solo | Paris By Night 4   | 1987 |
| 2   | Tan Tác (LV: Lữ Liên) | solo | Paris By Night 5   | 1987 |
| 3   | Bài Không Tên Cuối Cùng (Vũ Thành An) | solo | Paris By Night 6   | 1988 |
| 4   | Niềm Đau Chôn Dấu (LV: Lữ Liên) | solo | Paris By Night 8   | 1989 |
| 5   | Cho Người Tình lỡ (Hoàng Nguyên) | solo | Paris By Night 10  | 1990 |
| 6   | Tiếng Mưa Đêm (Đức Huy) | solo | Paris By Night 20  | 1993 |
| 7   | Từ Giọng Hát Em (Ngô Thụy Miên) | solo | Paris By Night 21  | 1993 |
| 8   | Sao Vẫn Còn Mưa Rơi (Đức Huy) | solo | Paris By Night 24  | 1993 |
| 9   | Sao Đành Xa Em (Nguyệt Ánh) | solo | Paris By Night 25  | 1994 |
| 10  | Chỉ Có Anh Trong Đời (LV: Phạm Duy) | solo | Paris By Night 26  | 1994 |
| 11  | L'amour Voyage | Franck Olivier | Paris By Night 26  | 1994 |
| 12  | Tôi Đi Giữa Hoàng Hôn (Văn Phụng) | solo | Paris By Night 27  | 1994 |
| 13  | Một Đời Tan Vỡ (Lam Phương) | solo | Paris By Night 28  | 1994 |
| 14  | Ave Maria (LV: Phạm Duy) | solo | Paris By Night 29  | 1994 |
| 15  | Kiếp nào có yêu nhau (Phạm Duy) | solo | Paris By Night 30  | 1995 |
| 16  | Mùa Hè Đẹp Nhất (Đức Huy) | solo | Paris By Night 33  | 1995 |
| 17  | Và Con Tim Đã Vui Trở Lại (Đức Huy) | Đức Huy, Duy Quang, Ngọc Lan, Don Hồ, Thảo My, Henry Chúc, Ái Vân, Dalena, Nguyễn Hưng, Thanh Hà, Hương Lan, Thế Sơn, Bảo Hân, Phi Phi | Paris By Night 33  | 1995 |
| 18  | All Alone (Vũ Tuấn Đức) | solo | Paris By Night 35  | 1996 |
| 19  | Cho Em Quên Tuổi Ngọc (Lam Phương) | solo | Paris By Night 37  | 1996 |
| 20  | Cho Em Ngày Nắng Xanh (Quốc Dũng) | solo | Paris By Night 57  | 2000 |
| 21  | Nguyệt Cầm (Cung Tiến) | solo | Paris By Night 58  | 2000 |
| 22  | LK Bài Không Tên Cuối Cùng, Bài Không Tên Số 4, Bài Không Tên Số 7, Bài Không Tên Số 5 (Vũ Thành An)                                                                                          | Tuấn Ngọc | Paris By Night 60  | 2001 |
| 23  | Ru Tôi Giấc Mộng (Quốc Dũng) | solo | Paris By Night 61  | 2001 |
| 24  | I Will Wait For You | solo | Paris By Night 62  | 2001 |
| 25  | LK Gửi Gió Cho Mây Ngàn Bay, Thu Quyến Rũ, Tà Áo Xanh, Lá Đổ Muôn Chiều (Đoàn Chuẩn, Từ Linh)                                                                                                 | Tuấn Ngọc | Paris By Night 63  | 2002 |
| 26  | Giọt Lệ Cho Ngàn Sau (Từ Công Phụng) | solo | Paris By Night 64  | 2002 |
| 27  | Kiếp Dã Tràng (Từ Công Phụng) | Lưu Bích, Thúy Anh, Lan Anh | Paris By Night 64  | 2002 |
| 28  | Chiếc Bóng Mong Manh (Lê Hựu Hà) | Lưu Bích | Paris By Night 65  | 2002 |
| 29  | Biển Và Em (Ngô Thụy Miên) | solo | Paris By Night 66  | 2002 |
| 30  | LK Ngô Thụy Miên | Khánh Ly, Duy Quang, Tuấn Ngọc | Paris By Night 66  | 2002 |
| 31  | Nửa Hồn Thương Đau (Phạm Đình Chương) | solo | Paris By Night 67  | 2002 |
| 32  | Chiều Tà (LV: Phạm Duy) | solo | Paris By Night 68  | 2003 |
| 33  | Dấu Chôn Tình Sầu (Nguyễn Quang) | Tuấn Ngọc | Paris By Night 69  | 2003 |
| 34  | Mắt Lệ Cho Người Tình (Phạm Mạnh Cương) | solo | Paris By Night 70  | 2003 |
| 35  | Tình Là Giấc Mơ (LV: Khúc Lan) | solo | Paris By Night 71  | 2003 |
| 36  | Lòng mẹ (Y Vân) | Lưu Bích | Paris By Night 73  | 2004 |
| 37  | Ngàn Năm Mây Bay (Nguyễn Hiền) | solo | Paris By Night 74  | 2004 |
| 38  | Sorry Seems To Be The Hardest Word | Lâm Nhật Tiến | Paris By Night 75  | 2004 |
| 39  | Nắng Có Còn Xuân (Đức Trí) | solo | Paris By Night 76  | 2005 |
| 40  | Sài Gòn Ơi! Vĩnh Biệt (Lam Phương) | solo | Paris By Night 77  | 2005 |
| 41  | Lời Cảm Ơn (Ngô Thụy Miên, Hạ Đỏ Bích Phượng) | Khánh Ly, Lệ Thu, Hoàng Oanh, Tuấn Ngọc, Như Quỳnh, Minh Tuyết, Bằng Kiều, Thu Phương, Lưu Bích, Nguyễn Hưng, Thủy Tiên, Bảo Hân, Lương Tùng Quang, Thế Sơn, Trần Thái Hòa, Quang Lê, Như Loan, Loan Châu, Tâm Đoan, Hồ Lệ Thu, Vân Quỳnh, Dương Triệu Vũ | Paris By Night 77  | 2005 |
| 42  | Chỉ Là Mùa Thu Rơi (Quốc Dũng, Nguyễn Đức Cường) | solo | Paris By Night 78  | 2005 |
| 43  | Anh Đã Quên Mùa Thu (Tùng Giang, Nam Lộc) | Lưu Bích, Như Quỳnh | Paris By Night 78  | 2005 |
| 44  | Tình Yêu Cho Em - Vivo Per Lei (LV: Nhật Ngân) | Bằng Kiều | Paris By Night 79  | 2005 |
| 45  | Lá Thu Vàng (LV: Lữ Liên) | solo | Paris By Night 81  | 2006 |
| 46  | Et Maintenant | Tuấn Ngọc | Paris By Night 81  | 2006 |
| 47  | Khi... (Vũ Tuấn Đức) | solo | Paris By Night 82  | 2006 |
| 48  | Biệt Khúc (Nguyễn Ánh 9) | solo | Paris By Night 83  | 2006 |
| 49  | Nghìn Trùng Xa Cách (Phạm Duy) | Ý Lan | Paris By Night 84  | 2006 |
| 50  | Tiếng Sáo Thiên Thai (Phạm Duy) | Lưu Bích, Thúy Anh | Paris By Night 85  | 2006 |
| 51  | Unchain My Heart | Hoài Phương, Trịnh Lam | Paris By Night 87  | 2007 |
| 52  | Sóng Về Đâu (Trịnh Công Sơn) | solo | Paris By Night 87  | 2007 |
| 53  | Nghẹn Ngào (Lam Phương) | solo | Paris By Night 88  | 2007 |
| 54  | Mộng Sầu (Trầm Tử Thiêng) | solo | Paris By Night 89  | 2007 |
| 55  | Mẹ Trùng Dương, Mẹ Việt Nam Ơi! (Phạm Duy) | Khánh Ly, Họa Mi, Ý Lan, Hoàng Oanh | Paris By Night 90  | 2007 |
| 56  | Ru Con Tình Cũ (Đinh Trầm Ca) | solo | Paris By Night 90  | 2007 |
| 57  | Giấc Mơ Hồi Hương (Vũ Thành) | solo | Paris By Night 91  | 2008 |
| 58  | LK Diệu Hương | Quang Dũng | Paris By Night 92  | 2008 |
| 59  | Mambo Italiano | solo | Paris By Night 93  | 2008 |
| 60  | Nếu Có Yêu Tôi (Trần Duy Đức) | solo | Paris By Night 94  | 2008 |
| 61  | Nếu Chỉ Còn Một Ngày Để Sống (Hoài An) | Khánh Ly, Bằng Kiều, Thế Sơn, Don Hồ, Trần Thái Hoà, Minh Tuyết, Quang Lê, Mai Thiên Vân, Hương Thủy, Hồ Lệ Thu, Trúc Lam, Trúc Linh, Tú Quyên, Dương Triệu Vũ, Quỳnh Vi, Ngọc Liên, Lương Tùng Quang, Lưu Việt Hùng, Nguyệt Anh, Hương Giang | Paris By Night 95  | 2009 |
| 62  | LK Đời Đá Vàng (Vũ Thành An), Tưởng Niệm (Trầm Tử Thiêng) | Trần Thái Hòa | Paris By Night 96  | 2009 |
| 63  | Biển Cạn (Kim Tuấn) | Bằng Kiều | Paris By Night 98  | 2009 |
| 64  | The Prayer | solo | Paris By Night 100 | 2010 |
| 65  | Em Đã Thấy Mùa Xuân Chưa? (Quốc Dũng) | solo | Paris By Night 101 | 2011 |
| 66  | Lạy Trời Con Được Bình Yên (Lam Phương) | solo | Paris By Night 102 | 2011 |
| 67  | LK Nhạc Pháp | Elvis Phương | Paris By Night 104 | 2011 |
| 68  | Time To Say Goodbye | Tuấn Ngọc | Paris By Night 105 | 2012 |
| 69  | LK Swing: Bây Giờ Tháng Mấy (Từ Công Phụng), Niềm Đau Chôn Dấu (LV: Lữ Liên), Tình Cầm (Phạm Duy), Biển cạn (Kim Tuấn), Một Tình Yêu (Đức Huy)                                                | Tuấn Ngọc | Paris By Night 109 | 2013 |
| 70  | Hát Mãi Bài Tình Ca (Thái Thịnh) | Minh Tuyết, Như Loan, Tóc Tiên, Như Quỳnh, Don Hồ, Mai Thiên Vân, Hạ Vy, Mạnh Quỳnh, Hương Thủy, Quang Lê, Ngọc Hạ, Trần Thái Hòa, Thế Sơn, Châu Ngọc, Hồ Lệ Thu, Kỳ Phương Uyên, Mai Tiến Dũng, Quỳnh Vi, Trịnh Lam, Lương Tùng Quang, Diễm Sương, Duy Trường, Khánh Lâm, Tommy Ngô, Lynda Trang Đài, Đình Bảo, Ánh Minh, Hương Giang, Anh Tú, Thiên Tôn, Ý Lan, Ngọc Anh, Thu Phương, Giang Tử, Hương Lan, Thái Châu, Quang Dũng, Nguyễn Hưng, Thanh Hà, Lưu Bích, Tuấn Ngọc, Dương Triệu Vũ, Lam Anh, Bằng Kiều, Họa Mi, Elvis Phương | Paris By Night 109 | 2013 |
| 71  | Ru ta ngậm ngùi (Trịnh Công Sơn) | solo | Paris By Night 115 | 2015 |
| 72  | Xin Một Ngày Mai Có Nhau (Đức Huy) | solo | Paris By Night 118 | 2016 |
| 73  | Thương Hoài Ngàn Năm (Phạm Mạnh Cương) | Đình Bảo | Paris By Night 121 | 2017 |
| 74  | Tiếng Hát Nối Hai Bờ Đại Dương (Hamlet Trương) | Nguyễn Hưng, Don Hồ, Minh Tuyết, Đan Nguyên, Hoàng Mỹ An | Paris By Night 128 | 2019 |
| 75  | LK Chán Nản, Nỗi Buồn (Văn Phụng) | Trần Thu Hà | Paris By Night 128 | 2019 |
| 76  | LK The Uptight: Chiều Tím Vội Phai, Quỳnh Hương, Bảy Ngày Đợi Mong, Nỗi Lòng, Cho Em Quên Tuổi Ngọc, Tóc Em Chưa Úa Nắng Hè, Không Còn Mùa Thu, Linh Hồn Tượng Đá, Nếu Có Yêu Tôi, Tam Nghiệp | Tuấn Ngọc, Anh Tú (sử dụng giọng), Thúy Anh, Lưu Bích | Paris By Night 129 | 2019 |
| 77  | LK Như Cánh Vạc Bay & Ướt Mi (Trịnh Công Sơn) | Tuấn Ngọc | Paris By Night 133 | 2022 |
| 78  | Lạc Mất Vầng Trăng (Tùng Châu, Hồng Thiên Phúc) | Lam Anh | Paris By Night 134 | 2023 |
| 79  | Hơn Một Lời Cảm Ơn (Ngô Minh Tài) | Ngọc Anh, Ý Lan, Tuấn Ngọc, Bằng Kiều, Minh Tuyết, Trần Thái Hòa, Lam Anh, Đình Bảo, Kỳ Phương Uyên, Nguyễn Hồng Nhung, Ngọc Hạ, Tuấn Phước, Thiên Tôn, Hương Lan, Hoàng Oanh, Thanh Tuyền, Phương Hồng Quế, Thanh Hà, Quang Dũng, Trường Vũ, Như Quỳnh, Quang Lê, Thái Châu, Họa Mi, Nguyễn Hưng, Hương Thủy, Băng Tâm, Hoàng Nhung, Hà Thanh Xuân, Trịnh Lam, Phương Yến Linh, Ngọc Ngữ, Châu Ngọc Hà, Tâm Đoan, Mạnh Quỳnh, Phương Loan, Đan Nguyên, Lương Tùng Quang, Như Loan, Hoàng Mỹ An, Như Ý, Lâm Thúy Vân, Myra Trần, Don Hồ  | Paris By Night 134 | 2023 |
| 80  | Tình (Văn Phụng) | solo | Paris By Night 137 | 2024 |

#### Chương trình thu hình khác
| STT | Tiết mục                                            | Thể hiện với                                                                | Chương trình                                  | Năm  |
| --- | --------------------------------------------------- | --------------------------------------------------------------------------- | --------------------------------------------- | ---- |
| 1   | Hướng Về Hà Nội (Hoàng Dương)                       | solo                                                                        | Nước Non Ngàn Dặm Ra Đi                       | 1987 |
| 2   | Cỏ Hồng (Phạm Duy)                                  | solo                                                                        | Paris By Night Divas                          | 2010 |
| 3   | I Will Survive                                      | solo                                                                        | Paris By Night 100 VIP Party                  | 2010 |
| 4   | Self Control                                        | solo                                                                        | Paris By Night 104 VIP Party                  | 2012 |
| 5   | Stand By Me                                         | solo                                                                        | Paris By Night 109 VIP Party                  | 2013 |
| 6   | Biển Cạn (Kim Tuấn)                                 | solo                                                                        | Divas Live Concert                            | 2017 |
| 7   | Niềm Đau Chôn Dấu (Lời Việt: Lữ Liên)               | Minh Tuyết, Ngọc Anh, Nguyễn Hồng Nhung                                     | Divas Live Concert                            | 2017 |
| 8   | Con Tim Thật Thà (Trịnh Nam Sơn)                    | Lưu Bích                                                                    | Paris By Night 128 VIP Party                  | 2018 |
| 9   | Lòng Mẹ (Y Vân)                                     | Hương Lan, Ý Lan, Hương Thủy, Băng Tâm, Châu Ngọc Hà                        | Những Giọng Ca Tiếp Nối                       | 2021 |
| 10  | Nói Với Tôi Một Lời (Diệu Hương)                    | solo                                                                        | Những Giọng Ca Tiếp Nối                       | 2021 |
| 11  | LK Người Về (Phạm Duy) & Ngày Tạm Biệt (Lam Phương) | Hương Lan, Ý Lan, Hương Thủy, Băng Tâm, Châu Ngọc Hà, Ngọc Linh, Tuấn Phước | Những Giọng Ca Tiếp Nối                       | 2021 |
| 12  | Rưng Rưng Lệ (Vũ Thành An)                          | solo                                                                        | Le Gala Du Coeur - Gửi Tình Thương Về Sài Gòn | 2021 |
| 13  | Niềm Đau Chốn Dấu (LV: Lữ Liên)                     | solo                                                                        | Le Gala Du Coeur - Gửi Tình Thương Về Sài Gòn | 2021 |

### Trung tâm Asia
| STT | Tiết mục                                                                             | Thể hiện với     | Chương trình   | Năm  |
| --- | ------------------------------------------------------------------------------------ | ---------------- | -------------- | ---- |
| 1   | Một Mình (Lam Phương)                                                                | solo             | ASIA 13        | 1996 |
| 2   | Đời Đá Vàng (Vũ Thành An)                                                            | solo             | ASIA 14        | 1997 |
| 3   | Nỗi lòng Người Đi (Anh Bằng)                                                         | solo             | ASIA 15        | 1997 |
| 4   | Lầm Lỡ (Trịnh Nam Sơn)                                                               | solo             | ASIA 16        | 1997 |
| 5   | Sài Gòn Ơi Vĩnh Biệt (Nam Lộc)                                                       | solo             | ASIA 18        | 1998 |
| 6   | Dốc Mơ (Ngô Thụy Miên)                                                               | solo             | ASIA 19        | 1998 |
| 7   | Cát Bụi Tình Xa (Trịnh Công Sơn)                                                     | Thúy Anh, Anh Tú | ASIA 19        | 1998 |
| 8   | Giọt Mưa Thu (Đặng Thế Phong)                                                        | solo             | ASIA 20        | 1998 |
| 9   | LK Mùa Thu Không Trở Lại (Phạm Trọng Cầu), Anh Đã Quên Mùa Thu (Tùng Giang, Nam Lộc) | Thúy Anh, Anh Tú | ASIA 20        | 1998 |
| 10  | Người Tình Không Chân Dung (Hoàng Trọng)                                             | solo             | ASIA 21        | 1998 |
| 11  | Một Đêm Vui (Vũ Tuấn Đức)                                                            | solo             | ASIA 22        | 1998 |
| 12  | LK I Will Follow Him, Tainted Love                                                   | Thúy Anh, Anh Tú | ASIA 22        | 1998 |
| 13  | Lời Tình Buồn (Hoàng Thanh Tâm)                                                      | solo             | ASIA 23        | 1998 |
| 14  | Chiếc Lá Cuối Cùng (Tuấn Khanh)                                                      | solo             | ASIA 24        | 1999 |
| 15  | LK Nhạc Pháp                                                                         | Thúy Anh, Anh Tú | ASIA 24        | 1999 |
| 16  | Bay Đi Cánh Chim Biển (Đức Huy)                                                      | solo             | ASIA 25        | 1999 |
| 17  | Bài Không Tên Số 37 (Vũ Thành An)                                                    | solo             | ASIA 27        | 1999 |
| 18  | Thân Cỏ Hoa (Vũ Thành An)                                                            | solo             | ASIA 28        | 2000 |
| 19  | Riêng Một Góc Trời (Ngô Thụy Miên)                                                   | solo             | ASIA 30        | 2000 |
| 20  | Tôi Với Người Đã Quên (Hoàng Trọng Thụy)                                             | solo             | ASIA 31        | 2000 |
| 21  | Mênh Mông Tình Buồn (Nguyễn Ánh 9)                                                   | solo             | ASIA 79        | 2017 |
| 22  | Dâng Mẹ (Lm Hoài Đức)                                                                | solo             | ASIA Mẹ Fatima | 2017 |

### Trung tâm Vân Sơn
| STT | Tiết mục                          | Thể hiện với | Chương trình | Năm  |
| --- | --------------------------------- | ------------ | ------------ | ---- |
| 1   | Nếu Một Mai Em Qua Đời (Phạm Duy) | solo         | Vân Sơn 50   | 2014 |
| 2   | Can't Take My Eyes Off Of You     | solo         | Vân Sơn 51   | 2015 |
| 3   | Tạ Tình (Hoàng Thi Thơ)           | solo         | Vân Sơn 53   | 2017 |

## Đời tư
Năm 18 tuổi, bà lập gia đình. Tuy nhiên, dù có với nhau một đứa con trai, nhưng cuộc hôn nhân sớm tan vỡ.
Năm 1990, bà tham gia biểu diễn trong Video "Hè 1990" do Tô Chấn Phong và Lưu Huỳnh thực hiện. Chính từ dịp này, bà và Tô Chấn Phong quen biết nhau và đã sống chung với nhau cho đến nay. Hai người có với nhau một người con nữa.